# Ellen Brook
De Ellen Brook is een efemere rivier in West-Australië. De rivier is 65 kilometer lang, haar stroomgebied beslaat 715 vierkante kilometer en ze mondt in de rivier de Swan uit.

## Geschiedenis
Op 13 maart 1827, tijdens kapitein James Stirlings verkenning van de rivier de Swan, bereikten Stirling en de leden van diens expeditie de samenvloeiing van de Swan en een "aanzienlijke kreek". Stroomopwaarts werd de Swan onbevaarbaar. Stirling noemde de kreek Ellen Brook, naar zijn echtgenote. Het was de enige keer dat hij een toponiem naar haar vernoemde.

## Geografie
De Ellen Brook ontstaat ten zuiden van Gingin, in de regio Wheatbelt. Vandaar stroomt ze zuidwaarts, parallel en ten oosten van de Brand Highway, door landbouwgebied. Nabij Muchea stroomt de Ellen Brook onder de Brand Highway, Granary Drive en Tonkin Highway door. Ze blijft zuidwaarts stromen, tussen de Great Northern Highway en de Muchea South Road, ten westen van de militaire basis in Bullsbrook, waarna ze de bovenloop van de Swan bereikt. Ze stroomt vervolgens onder de Muchea South Road door, langs de woonwijken The Vines en Belhus, en mondt in de vallei van de Swan in de rivier de Swan uit.
De Ellen Brook is efemeer en stroomt tussen mei en december. Grondwater stroomt naar de rivier vanaf de 'Gnangara Mound' in het westen en het 'Dandaragan Plateau' in het oosten.
De Ellen Brook wordt door onder meer onderstaande stromen gevoed:
- Nambab Brook (25m)
- Ki-It Monger Brook (22m)
- Sawpit Gully (18m)

## Ecologie
Het stroomgebied van de Ellen Brook is het grootste van de stroomgebieden die onderdeel van het Swan-Canningstroomgebied uitmaken. Het stroomgebied werd bijna volledig ontbost en in cultuur gebracht voor landbouw, veeteelt en bewoning in het noorden en kleinschalige industrie in het zuiden. De enkele overblijvende plaatsen met oorspronkelijke begroeiing bieden onderdak aan bedreigde ecologische gemeenschappen, belangrijke flora en de kritieke onechte spitskopschildpad.
Sinds 1996 werkt de 'Ellen Brockman Integrated Catchment Group' (EBICG) met de Shire of Chittering, de Shire of Gingin en de City of Swan samen om de gezondheid van het Swan-Canningstroomgebied te verbeteren en de waterverontreiniging tegen te gaan. De waterkwaliteit gaat sinds 2000 niet meer achteruit.